# Ursula Valenta
Ursula Valenta, född 17 juli 1951, är en österrikisk bågskytt. Hon deltog vid olympiska sommarspelen 1984.